# Alberomotore
Gli Alberomotore sono stati un gruppo rock progressivo romano degli anni settanta.

## Storia
L'Alberomotore è stato un gruppo rock progressivo romano degli anni settanta, formato inizialmente dallo scioglimento di una band (nell'estate del 1972) formata da Maurizio Rota come cantante, Naimy Hackett e Elisabeth coriste, Marcello Vento alla batteria e altri due o tre elementi. Rota e Vento, usciti dal gruppo, reclutarono Fernando Fera alla chitarra e Glauco Borrelli al basso e ai cori. A fine Ottobre si aggiunse come secondo chitarrista Carlo Magaldi. Con questa formazione iniziarono a provare e nel novembre 1972 fu incluso Adriano Martire alle tastiere.
Questo ensemble, tramite i contatti che Borrelli aveva con Ricky Gianco, fu ingaggiato per un incarico di quindici giorni come band stabile in un albergo fuori Biella. Il gruppo non aveva ancora una denominazione ed eseguiva prevalentemente cover. Gianco propose di dare un nome (italiano) al complesso e spinse affinché si creasse un repertorio di canzoni originali composte in inglese e poi adattate a testi italiani di varia natura. In questi frangenti furono composte le basi delle prime canzoni (Israele, Landrù, Il Giardino dei Lillà, Una vita di notte eccetera). Il nome scelto fu Albero Motore e le prove, del nuovo materiale, continuarono in una nuova sala vicino a piazza Salerno.
Fu molto impegnativo suonare un nuovo tipo di rock per musicisti nati con la passione per i Beatles e poi divenuti seguaci di gruppi come Traffic, Frank Zappa and the Mothers of Invention, T.Rex, C.S.N.& Y. e chissà quanti altri. Questa nuova fase del lavoro impegnò il combo da Gennaio 73 fino all'Estate , quando si spostarono nella sala prove appena costruita, nel parco della tenuta del cantautore e clarinettista Gianni Nebbiosi.
In questi frangenti il secondo chitarrista, Carlo Magaldi, passato al ruolo di chitarra acustica, fu costretto a lasciare il gruppo a Giugno del 1973 per problemi di salute, proprio poco prima della loro esibizione al Festival d’Avanguardia di Napoli del 1973, durante il quali se affermarono rispetto a tuuti gli altri , con una decisa ovazione del pubblico dopo l'esecuzione del brano Israele, recepito come una novità miliare. Ottimi musicisti romani,i componenti furono assistiti da Ricky Gianco ad avere un contratto discografico con la neonata etichetta Intingo.
Il loro album era stato appena stampato dalla vecchia casa discografica Car Juke Box, ormai sull'orlo della chiusura, e venne quindi subito ristampato per la nuova etichetta. Musicalmente Il grande gioco sembra un disco di cantautori con influenze rock (così popolari in Italia durante gli anni '70), molto spazio alla voce e alle parti cantate e agli strumenti solisti. Le influenze del rock progressivo sono affiancate da inguaribile passione per le sonorità tipicamente americane basate sul pianoforte ed eccellenti ma brevi assoli di chitarra, il tutto sorretto da un'ottima voce che rende tutto l'album godibile.
I brani di spicco sono Israele, con testi sul popolo palestinese e la conclusiva Provvisorietà, preceduta dall'introduzione strumentale, stavolta decisamente vicina a sonorità "progressive", di Capodanno '73. Dopo l'album il gruppo realizzò un 45 giri l'anno successivo prima di sciogliersi. Alcuni dei musicisti hanno suonato in dischi di altri artisti, tra di loro soprattutto Fernando Fera, apprezzato sessionman e compositore di colonne sonore. Fera ha anche realizzato un LP, intitolato semplicemente Fernando Fera Group (BB LP-8110) uscito nel 1981 e contenente 11 brani tra pop e "library music".
Il cantante Maurizio Rota (scomparso nella primavera del 2010) si è esibito come solista nella zona di Roma, e ha fatto anche parte di una tribute-band dei Beatles che comprendeva l'ex tastierista di Libra e Buon Vecchio Charlie, Sandro Centofanti. Un suo singolo del 1978, Un fiore contro il vento/Strade de borgata, (EMI 3C-006-18326) dalla colonna sonora del film Non contate su di noi, è interessante per la presenza di tutti i musicisti degli Alberomotore. Marcello Vento ha suonato con il Canzoniere del Lazio e Jenny Sorrenti ed ha avuto una lunga carriera come musicista jazz ed insegnante di batteria. È scomparso nel 2013.
Il bassista Glauco Borrelli ha continuato a suonare professionalmente allo scioglimento del gruppo per poi entrare nel gruppo di Pierangelo Bertoli. Successivamente ha creato a Roma uno studio di registrazione. L'Alberomotore, le cui prime esibizioni si svolgevano prevalentemente nei locali e nei festival, col primo disco Il grande gioco  entrò nella scuderia della casa discografica "CAR Juke Box" del maestro Carlo Alberto Rossi. Successivamente, con la collaborazione di Ricky Gianco, la produzione venne affidata alla casa discografica "Intingo". L'anno successivo uscì un 45 giri, Messico lontano, ultima loro composizione, ed un brano strumentale, Capodanno '74, inserito poi nella raccolta Progressivamente 1973/2003 dell'ottobre 2004.
Interessante fu il brano Israele, a sostegno del popolo palestinese.
Il gruppo si sciolse l'anno successivo. Continuando l'attività musicale professionistica Maurizio Rota fu particolarmente attivo in molteplici formazioni romane come cantante oltre a quelle citate; Marcello Vento ha collaborato con Jenny Sorrenti in qualità di batterista, mentre Glauco Borrelli, dopo una lunga collaborazione a fianco di Pierangelo Bertoli, ha iniziato la strada di solista come cantautore.Messico Lontano è stata riproposta nel 2013 con la voce femminile di Erika Savastani dei Deserto Rosso. l quintetto a differenza di molti gruppi contemporanei, impostò il proprio discorso in forma autorale, divenendo uno dei tanti sensori della semplificazione comunicativa del Pop Italiano. Di fatto, il loro album, pur contenendo brani di denuncia sociale e in larga parte aderenti allo spirito controculturale (si esibirono al Festival d’Avanguardia di Napoli nel 1973, a Villa Pamphili e a Villa Borghese nel 1974), non fece mai uso di stilemi Prog, a vantaggio di un groove marcatamente rock.
Non a caso, produttore e autore di tutti i testi della band Ricky Gianco, fu storico pioniere del rock’n’roll italiano che, in questo caso, fu protagonista di un fatto curioso. “Il grande gioco” infatti, era stato inciso e pubblicato originariamente per la “Car Juke Box” di Carlo Alberto Rossi, ma il fallimento dell’azienda ne precluse ogni possibilità di diffusione. Gianco allora, ne acquistò i diritti e lo rilanciò sul mercato per la sua neonata etichetta Intingo. Grazie a lui quindi, l'Alberomotore passerà alla storia per essere stata l’unica band italiana ad avere pubblicato lo stesso disco con due etichette diverse nel giro di pochi mesi. Il disco inanella otto canzoni d’autore a matrice rock che a tratti ricorda qualcosa, come abbiamo accennato, dei Traffic e di Zappa con qualche concessione al country (“Nel giardino dei Lillà”) e al Rock'n'roll ("Landrù").
Il solo e gradevolissimo brano strumentale “Capodanno ‘73”, ha uno spensierato sapore rock-fusion , inserito in scaletta per dare sfogo all’indubbia abilità tecnica dei musicisti. Non vi sono poliritmie o stacchi armonici che accostino il gruppo alla più parte dei loro omologhi e i testi sono di una comprensibilità talmente immediata da far pensare che, da una qualche parte della Controcultura, esistesse già nel 1974 una voglia di rivoluzione dialettica - di cui tra l'altro Gianco era pioniere e indiscusso maestro - .“Israele” denuncia senza mezzi termini l’indebita oppressione dello stato ebraico su quello palestinese, “Cristoforo Colombo” pone accento sull’oppressione coloniale e sui rischi della globalizzazione, “Provvisorietà” sembra invece voler tracciare il punto sulla situazione del movimento e della società in generale. (“Quanto costa la serenità? Quanto costa ormai la stupidità in un momento così?”). “Il grande gioco” è un disco gradevole e scorre sui solchi alternando un insieme di canzoni fresche e solide ed offre una panoramica a 360 gradi delle possibilità dei protagonisti.
La registrazione rivelò sicuramente la compattezza della band guidata da Fera e Borrelli, davvero precisa e vulcanica e, non furono in pochi -incluso il mio collega Francesco Mirenzi- a chiedersi dove questo gruppo avrebbe potuto arrivare se avesse avuto maggiore stabilità e fortuna commerciale. L'Alberomotore si sciolse nel 1975, anno successivo alla pubblicazione dell’Lp, e dopo la release di un delizioso 45 giri di stampo Country , “Messico lontano”.Fernando Fera, nell’ambito musicale come session man e compositore di musiche da film, il vocalist Maurizio Rota che creò una Beatles Tribute band con Sandro Centofanti, Marco Rinalduzzi, Derek Wilson e Massimo Calabrese, l’eccellente batterista Marcello Vento rimpolperà le file del Canzoniere del Lazio e della band di Jenny Sorrenti e infine, Glauco Borrelli militerà per qualche tempo nella Gres Band (di Pierangelo Bertoli). Ricky Gianco, com'è noto, fece dell'ironia e della poesia le sue armi migliori e pubblicò con la collaborazione di Gianfranco Manfredi almeno tre capolavori : "Alla mia mam...", l'insuperabile "Arcimboldo" e lo struggente "Non si può smettere di fumare".

## Componenti

### Formazione Ufficiale
- Maurizio Rota (voce, percussioni)
- Adriano Martire (tastiere)
- Fernando Fera (chitarra)
- Glauco Borrelli (basso, voce)
- Marcello Vento (batteria)

## Discografia

### Album
- Il grande gioco (1974)
  - LP, CAR Juke Box 1974
  - LP, Intingo 1974
  - LP, Akarma 1999
  - CD, Akarma 1999
  - CD, AMS/Vinyl Magic 2007

### Partecipazioni
- Progressivamente 1973-2003, Progressivamente 2004

Gli Alberomotore partecipano con il brano Capodanno '74.

### 45 giri
- Landru/Nel giardino dei lillà, CAR Juke Box 1974)
- Messico lontano/Mandrake, Intingo 1975)